# فرودگاه کاپیتان گرمان کویروگا لا گواردیا
فرودگاه کاپیتان گرمان کویروگا لا گواردیا (به انگلیسی: Capitán Germán Quiroga Guardia Airport) یک فرودگاه همگانی با کد یاتا SRJ است که یک باند فرود آسفالت دارد و طول باند آن ۱۸۰۰ متر است. این فرودگاه در کشور بولیوی قرار دارد و در ارتفاع ۲۴۰ متری از سطح دریا واقع شده‌است.

## شرکت‌های هواپیمایی و مقصدهای پروازی
| شرکت‌های هواپیمایی              | مقصدهای پروازی           |
| ------------------------------ | ------------------------ |
| TAM - Transporte Aéreo Militar | ستوان خورخه هنریش آرائوز |